# 工農区
工農区（こうのう-く）は中華人民共和国黒竜江省鶴崗市に位置する市轄区。

## 地理
北部に天水湖公園がある。

## 歴史
工農区の旧称は新街基であったが、後に住民の多くが労働者、農民が居住したことより「工農区」と改称され湯原県の管轄とされた。1938年（康徳5年）、満州国政府はこの地に新都市建設を決定、老街基の商店及び鉱山従業員を除く住民を移住させている。翌年6月、鶴立県に移管され興山街の管轄とされた。
1946年（民国35年）、中国共産党により新街基区が設置され興山市の管轄とされ、1949年11月には鶴崗市に移管された。1954年、新街基街街道弁事処とされたが、1958年11月に新街基経済区と改称、1960年12月10日には市轄区としての新街基区が成立、1966年8月31日に工農区と改称された。

## 行政区画
6街道を管轄：
- 街道弁事処：育才街道、紅旗街道、新南街道、湖浜街道、解放街道、団結街道

## 交通

### 鉄道
- 中国鉄路総公司
  - 中国鉄路ハルビン局集団公司
    - 鶴崗線  (佳木斯方面) - 鶴崗駅（中国語版） (鶴崗方面)　鶴崗駅（中国語版）
    - 鶴北線  (蘿北方面) - 鶴崗駅 - (鶴崗方面)

・厳密に言うと向陽区側の区境に駅があり、行政区画としてみると江農区側ではない。

## 健康・医療・衛生
- 鶴崗市工農医院
- 鶴崗市紅十字医院新鶴B区社会服務医療站